# منطقه حفاظت‌شده بینالود
منطقهٔ حفاظت‌شدهٔ بینالود یک منطقهٔ حفاظت‌شده با مساحت ۶۴۳۹۹ هکتار است که در استان خراسان رضوی در ایران قرار دارد. این منطقهٔ حفاظت‌شده طبق مصوبهٔ شمارهٔ ۷۱۳ در تاریخ ۱۳۸۹/۷/۱۱ در فهرست مناطق تحت حفاظت سازمان محیط زیست ایران قرار گرفت.